# Jan Holub (ur. 1991)
Jan Holub (ur. 7 sierpnia 1991) – czeski żużlowiec.

## Życiorys

### Kariera sportowa
Dwukrotny medalista indywidualnych mistrzostw Czech juniorów do 19 lat: złoty (2010) oraz srebrny (2009). Trzykrotny medalista młodzieżowych indywidualnych mistrzostw Czech: złoty (2010) oraz dwukrotnie brązowy (2011, 2012). Dwukrotny medalista młodzieżowych drużynowych mistrzostw Czech: złoty (2009) oraz srebrny (2008).
Finalista indywidualnych mistrzostw Europy juniorów (Goričan 2010 – XII miejsce). Dwukrotny finalista indywidualnych mistrzostw świata juniorów, jako zawodnik z "dziką kartą" (2010 – XIX miejsce, 2012 – XXX miejsce). Dwukrotny finalista drużynowych mistrzostw Europy juniorów (Holsted 2009 – IV miejsce, Divišov 2010 – brązowy medal). Dwukrotny finalista drużynowych mistrzostw świata juniorów (Gorzów Wielkopolski 2009 – IV miejsce, Bałakowo 2011 – IV miejsce).  
W lidze polskiej reprezentant klubów: AK Markéta Praha (2007) i Kolejarz Opole (2009–2011).

### Życie prywatne
Syn Jana Holuba i wnuk Jana Holuba, również żużlowców.